# Argyra calceata
Argyra calceata är en tvåvingeart som beskrevs av Friedrich Hermann Loew 1861. Argyra calceata ingår i släktet Argyra och familjen styltflugor. Inga underarter finns listade i Catalogue of Life.